# Chodniki owadzie

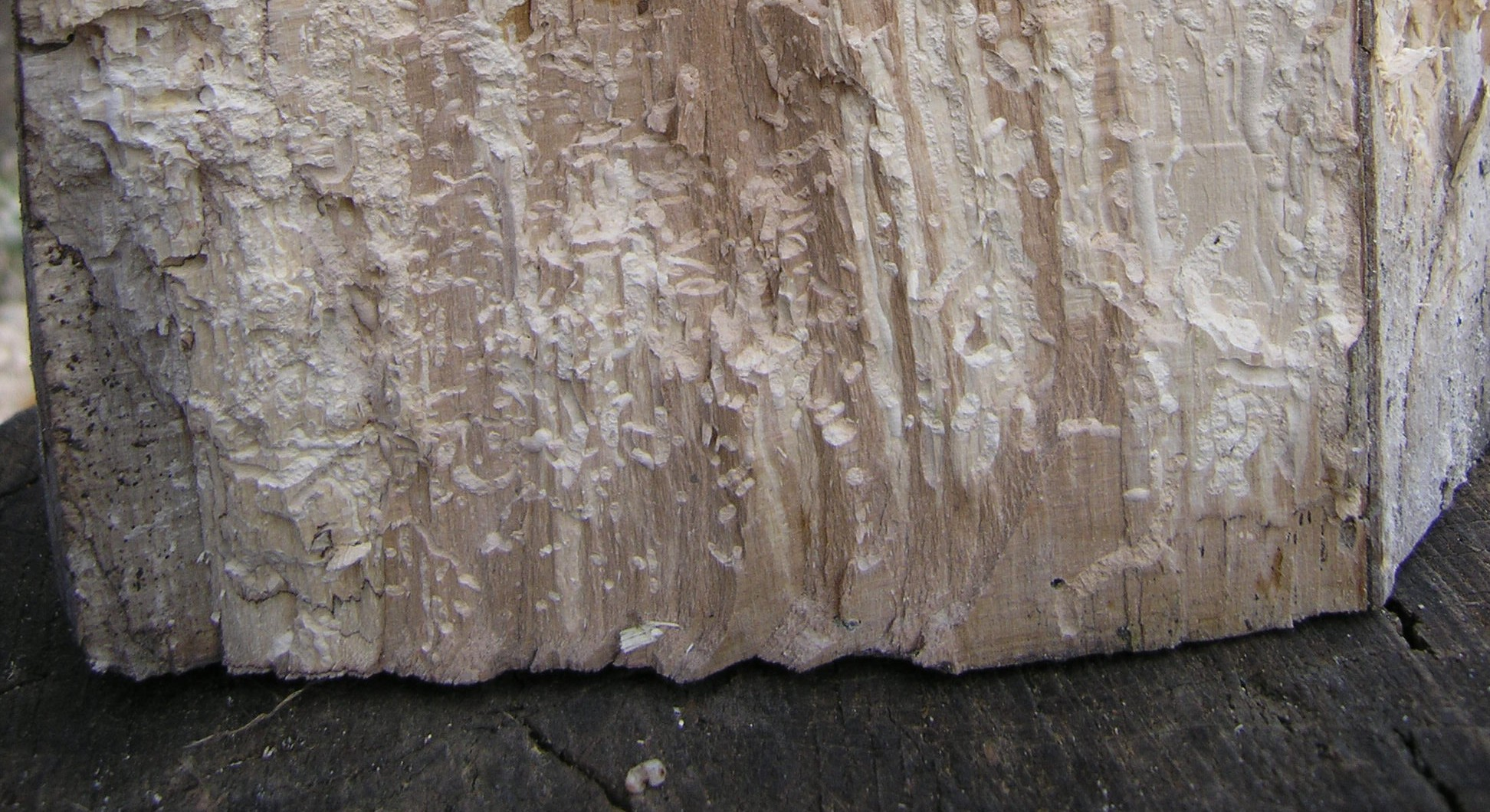
Chodniki w drewnie bukowym po działalności kołatka domowego

Chodniki owadzie – wada drewna z grupy uszkodzeń mechanicznych polegająca na naruszeniu tkanek drzew rosnących, składowanych w postaci drewno okrągłego lub tarcicy przez owady. Chodniki owadzie występują w drewnie wszystkich gatunków drzew. Ze względu na głębokość dzielą się je na:
- chodniki powierzchowne,
- płytkie,
- głębokie,

ze względu na ich wielkość dzielą się na:
- małe,
- duże.

Chodniki powierzchowne występują na pograniczu kory i  drewna i wnikają na głębokość nie większą niż 3 mm. W niewielkim stopniu obniżają jakość techniczną drewna. Nie wykonuje się ich pomiarów, a stwierdza jedynie występowanie.
Chodniki płytkie sięgają od 3 do 15 mm w głąb drewna okrągłego. Obniżają jakość drewna w stopniu zależnym od liczby i średnicy otworów. Przy masowym występowaniu mierzy się ich długość strefy porażenia przez owady w cm, natomiast przy pojedynczym występowaniu oblicza się liczbę chodników na 1 m pobocznicy pnia.
Chodniki owadzie głębokie sięgają powyżej 15 mm w głąb drewna okrągłego, a ich pomiar dokonuje się jak w przypadku chodników płytkich.
Chodniki owadzie małe to chodniki, których średnica otworów wylotowych nie przekracza 3 mm wywołanych przez drwalniki, kołatki, cetyńca mniejszego itp.). Występując w dużej liczbie znacznie obniżają jakość drewna. Owady drążące małe otwory w drewnie wprowadzone na składnicę mogą spowodować wskutek intensywnego rozmnażania i żerowania - znaczne straty materialne.
Chodniki owadzie duże mają średnicę otworów wylotowych większą niż 3 mm. Ich wpływ na jakość drewna zależy od liczby chodników i gatunku owadów, które je zrobiły. Ze względu na higienę składnicy, gatunki te uważa się za mniej szkodliwe niż gatunki owadów drążących chodniki małe. Owady, których larwy żerują kilka lat w drewnie, nawet po jego przetarciu i zastosowaniu do konstrukcji są groźnymi szkodnikami w budownictwie. Przykładem są larwy spuszczela (Hylotrupes bajulus L.), których rozwój i żerowanie trwa co najmniej 3-4 lata, zawleczone z drewnem konstrukcyjnym do budynków, niszczą w nich drewno drążeniem splątanych chodników.